# Kramářova chata
Kramářova chata se nachází v sedle pod Suchým vrchem. Původní zděná útulna byla dána veřejnosti do užívání 20. října 1925. Dnešní stavba byla otevřena pro veřejnost 6. července 1928. Po privatizaci v devadesátých letech chata značně chátrala a v roce 1996 byla uzavřena. V červenci 2003 chata vyhořela a několik let dále chátrala. V roce 2010 započala rekonstrukce za přispění EU a roce 2012 byla zrekonstruovaná chata znovu otevřena veřejnosti. V prvním patře se nalézá restaurace, v přízemí je recepce a rychlé občerstvení.
V letech 1930–1932 byla ke Kramářově chatě přistavěna rozhledna, která zůstala požárem nedotčena. Je veřejnosti přístupná a v jejích prostorách se nachází i nevelký bufet. Z rozhledny je kruhový výhled východně na Hanušovickou vrchovinu a Hrubý Jeseník, severovýchodně na Kladskou kotlinu a Králický Sněžník, severně na Bystřické a Orlické hory a západně na Podorlickou pahorkatinu a dále do nitra Čech.

## Dostupnost

### Doprava
Z Červenovodského sedla, kterým prochází silnice silnice I/11, vede po západním úbočí veřejná silnice k chatě. Silnice je v zimě udržovaná. U chaty se nachází v létě placené parkoviště pro cca 35 osobních automobilů. Na silnici zde navazují dvě významnější lesní cesty. První k vrcholu a druhá severozápadním směrem úbočím Bradla na vrchol Boudy. 

### Turistické cesty
U Kramářovy chaty je též významné rozcestí turistických tras. K chatě se lze dostat po turistických trasách:
- po  červené turistické značce Jiráskově cestě:
  - ze Zemské brány (přes Mladkov).
  - z Jablonné nad Orlicí (přes Orličky).

- po  zelené turistické trase 4234:
  - z Jablonné nad Orlicí (přes Jamné nad Orlicí).
  - z Červenovodské sedlo.

- po  modré turistické trase 1858:
  - z Těchonína.

### Cyklotrasa
Kolem Kramářovy chaty vede cyklotrasa 4071.